# Leçon de choses
Pour les articles homonymes, voir Leçon de choses (homonymie).
 (avril 2025).
Si vous disposez d'ouvrages ou d'articles de référence ou si vous connaissez des sites web de qualité traitant du thème abordé ici, merci de compléter l'article en donnant les références utiles à sa vérifiabilité et en les liant à la section « Notes et références ».

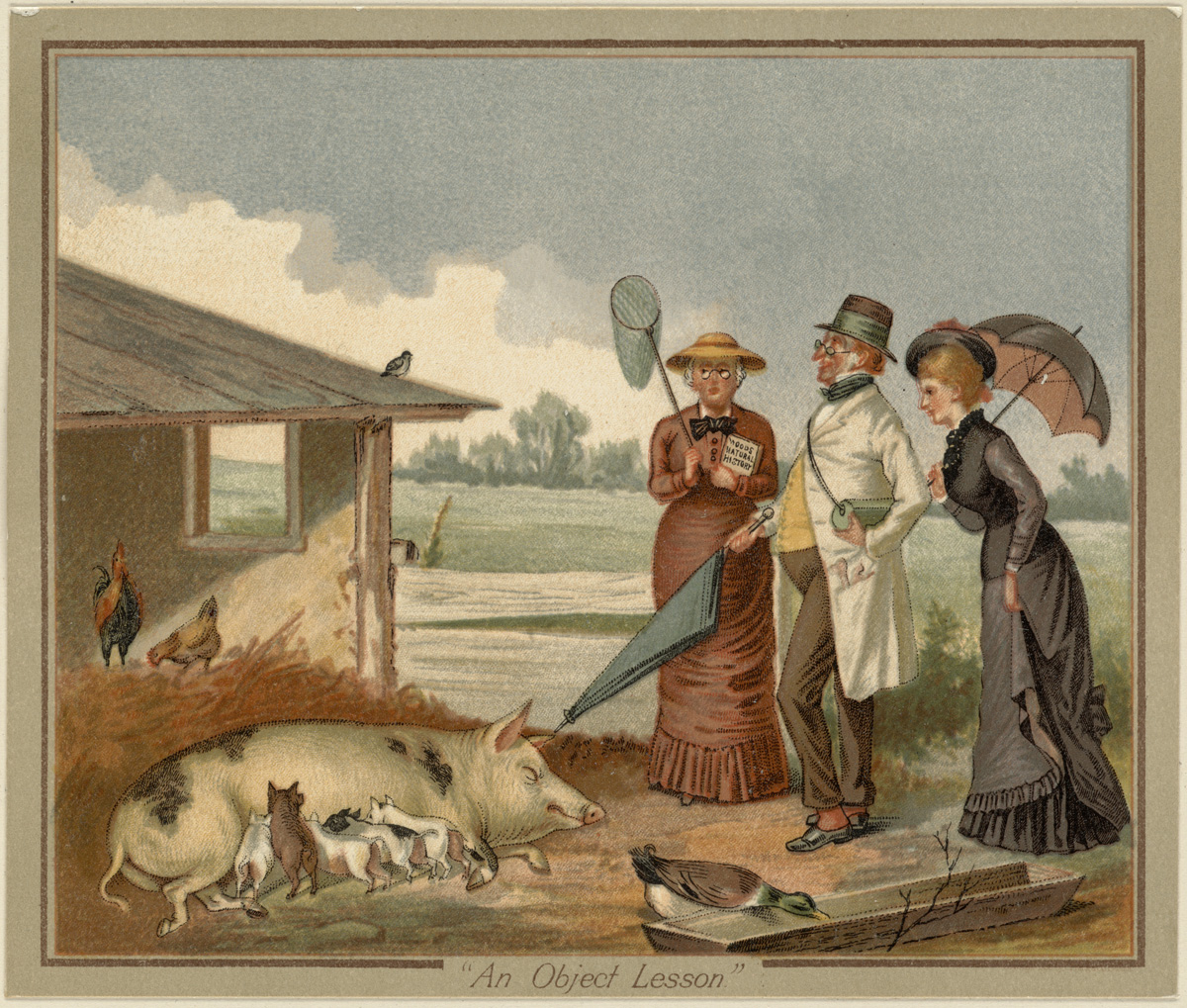
An Object Lesson, 1842.

La leçon de choses est un principe éducatif théorisé à la fin du XIXe siècle, consistant à illustrer une idée abstraite en utilisant des objets du quotidien ou des exemples concrets. Cette approche pédagogique encourage l'élève à apprendre par la pratique et à développer l'observation directe plutôt que de se fier uniquement aux livres ou aux cours théoriques.
Cette méthode éducative a influencé d'autres méthodes ultérieures et laissé une empreinte durable sur l'éducation moderne, préfigurant les études expérimentales dans des domaines tels que les sciences physiques, la géographie et l'histoire naturelle.

## Historique
La « leçon de choses » a émergé en France au XVIIIe siècle, puis s'est développée et popularisée principalement au XIXe siècle. Le philosophe Jean-Jacques Rousseau attribue une grande importance à l'éducation des sens, préconisant l'enseignement à travers l'observation directe de la nature.
Des théoriciens de la pédagogie comme Célestin Freinet et Gabriel Compayré ont contribué à son intégration dans le système éducatif français.
La méthode s'est répandue dans de nombreux pays, notamment en Amérique, en Angleterre, en Belgique, en Italie. Intégrée dans l'enseignement primaire et secondaire, elle a été adaptée pour correspondre aux besoins éducatifs spécifiques de différentes matières, devenant ainsi une introduction précieuse aux études expérimentales.

### Sources
- Ferdinand Buisson, Dictionnaire de pédagogie (1911) sur le site de l'Institut national de recherche pédagogique